# Saalumarada Thimmakka
Saalumarada Thimmakka (en canarés: ಸಾಲುಮರದ ತಿಮ್ಮಕ್ಕ) es una ecologista india del estado de Karnataka, célebre por su trabajo en plantar y cuidar a 384 árboles banianos a lo largo de un tramo de cuatro kilómetros de carretera entre Hulikal y Kudur. Su trabajo ha sido honrado con el premio del Ciudadano Nacional de la India.
Una organización del medio ambiente de EE. UU. basada en Los Ángeles y Oakland, California llamada Thimmakka's Resources for Environmental Education está nombrada en su honor.

## Primeros años
Thimmakka es nativa del pueblo Hulikal en el taluk Magadi del distrito Ramanagar en Karnataka. No recibió educación formal y trabajó como peón casual en una cantera cercana. Estuvo casada con Chikkaiah quién era un pastor de ganado pero desafortunadamente no podían tener hijos.  Dicen que Thimmakka empezó a plantar árboles banianos en lieu de niños. El nombre de Saalumarada (de la fila de árboles en Kannada lengua) es cómo le dicen a ella debido a su trabajo.

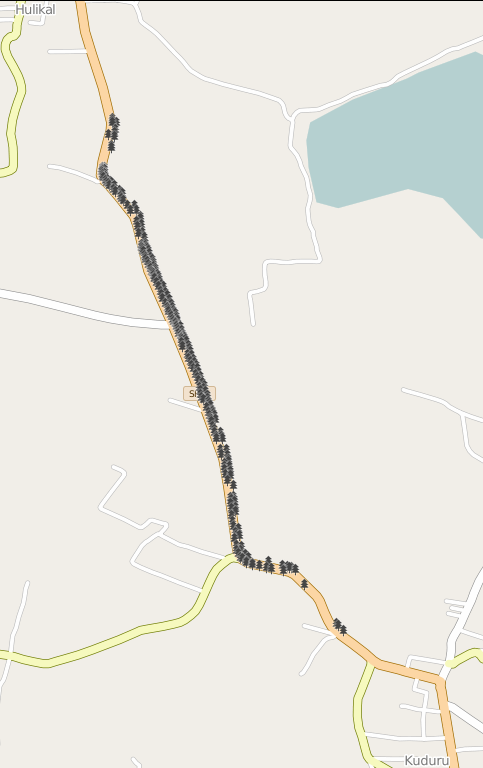
Los árboles plantados por Salumarada Thimmakka a lo largo de SH94 de Hulikal a Kuduru.

## Logros
Los árboles banianos (ficus) eran abundantes cerca del pueblo de Thimmakka. Thimakka y su marido empezaron a tomar injertos de estos árboles. Diez árboles fueron injertados en el primer año y fueron plantados a lo largo de una distancia de 4 kilómetros cerca del pueblo vecino de Kudoor. Quince árboles fueron plantados en el segundo año y 20 en el tercero. Ella utilizó sus propios recursos para plantar estos árboles y usaban cuatro cubetas para llevar agua a los árboles en esos cuatro kilómetros. También protegían los árboles de ganado al plantar arbustos espinosos.
Los árboles fueron plantados en su mayoría durante las épocas de monzón de modo que el agua de lluvia estaría disponible para su crecimiento. En el inicio de los próximos monzones los árboles ya habían tomado raíz. En total, 384 árboles fueron plantados, y su valor ha sido estimado en alrededor de 1.5 millones de rupias. La administración de estos árboles ahora ha sido asumida por el Gobierno de Karnataka.

## Premios
Por sus logros, Thimmakka ha sido conferida con:
- Premio Nadoja de la Universidad Hampi- 2010
- El premio del ciudadano nacional - 1995[5]
- Premios Indira Priyadarshini Vrikshamitra - 1997 (Vrikshamitra="amigo de árboles")[5]
- Premio Veerachakra Prashasthi - 1997
- Certificado de honor del Departamento del Bienestar de las Mujeres y del Niño, Gobierno de Karnataka
- Certificado de agradecimiento del Instituto Indio de Tecnología y Ciencia de la Madera, Bangalore.
- Premio Karnataka Kalpavalli - 2000
- Premio Godfrey Phillips Bravery - 2006.[6]
- Premio Vishalakshi por la Organización del Arte de Vivir
- Premio Vishwathma por la Fundación Hoovinahole - 2015
- Una de las 100 Mujeres de BBC - 2016[7]

## Actividad actual

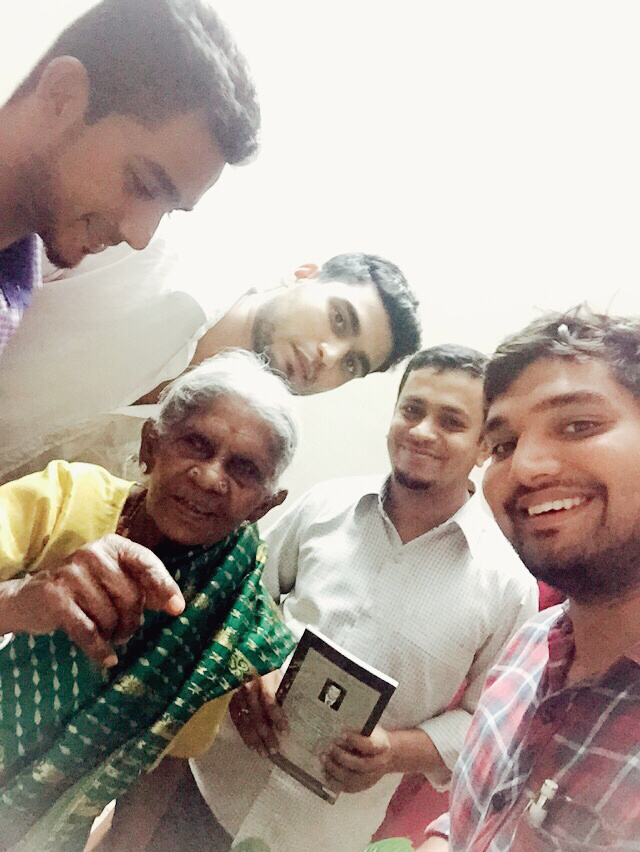
Saalumarada Thimmakka con estudiantes en el Día Mundial del Medio Ambiente, 2015

El esposo de Thimmakka murió en 1991. Actualmente Thimmakka es invitada a muchos programas de forestación en la India. También ha estado involucrada en otras actividades sociales como la construcción de un tanque para almacenar agua de lluvia para la feria anual de su pueblo. También tiene un sueño de construir un hospital en su pueblo y un fideicomiso ha sido creado para este propósito.

## Reconocimiento de la BBC
En 2016, Saalumarada Thimmakka fue listada por la BBC como una de las mujeres más influyentes e inspiradoras del mundo.

## Supuesto uso indebido de su nombre
El comediante de Delhi, Vasu Ritu Primlani ha sido acusado por Thimmakka de usar indebidamente su nombre. Thimmakka había presentado una queja privada con la corte del Magistrado Judicial de Primera Clase de Ramanagaram (JFMC) el 9 de mayo contra, Ritu Primlani, por dirigir la organización nombrada como ella por al menos 14 años sin su consentimiento o conocimiento.
En el 2014, el Tribunal supremo de Karnataka juzgó a favor de Primlani, declarando aquel 'si todos los cargos en contra de Primlani eran ciertos, aun no eran un delito', y que este caso era debido a que Thimmakka estaba 'claramente en busca de dinero.' Thimmakka de hecho había conocido a Primlani en el 2003, cuándo Primlani había hecho el esfuerzo para visitarla, y Thimmakka había declarado que estaba 'encantada' que Primlani había nombrado una organización en su honor.
Primlani había empezado la organización más de una década antes de las alegaciones. El hijo adoptado de Thimmakka, Umesh ha reclamado que la organización utiliza su nombre indebidamente para obtener donaciones. Primlani había visitado a Thimmakka en 2003 dónde fotos fueron tomadas y se ve a Thimmakka recibiendo un saree de parte de Primlani. Ahora se dice que Primlani obtuvo las huellas digitales de Thimmakka, y que Thimmakka aprobó la organización en ese entonces frente a un juez.
Aunque Thimmakka estuvo disponible para comentarios, mencionó su pensión de 400 rupees y ha dicho "Qué si hay un abuso y mi nombre es empañado?". Thimmakka ha estado enferma últimamente y el tratamiento ha tomado un peaje en su situación financiera.